# Ermita de Nuestra Señora de los Reyes (Las Palmas de Gran Canaria)
La ermita de Nuestra Señora de los Reyes es un templo de culto católico que se encuentra en la ciudad de Las Palmas de Gran Canaria, Gran Canaria, España. El templo es dependiente de la parroquia de santo Domingo de Guzmán, siéndolo antiguamente de la catedral de Canarias. Actualmente las religiosas Adoratrices del Santísimo Sacramento son las encargadas del culto en este templo.

## Historia
Se edifica en 1526 la ermita dedicada a san Marcos Evangelista bajo el patronato de la familia del Castillo Amoreto. Fue a partir de 1610 cuando la titularidad de la ermita se vincula a la advocación de la Virgen de los Reyes.
Esta queda destruida en su totalidad en el ataque a la ciudad por parte del holandés Van der Does en 1599. La reedifica el matrimonio Rodrigo de León, regidor perpetuo y su esposa Susana del Castillo. El 28 de marzo de 1940 la ermita amenazada en ruinas se le desploma el techo, a partir del arco elíptico que separa el presbiterio del resto de la iglesia, rellenando el recinto de escombros. Una vez reconstruida, fue solemnemente bendecida en enero de 1944 en los solemnes cultos que anualmente se le dedicaban a la Virgen en este templo con motivo de su festividad litúrgica. El culto estuvo presidido por el obispo de Canarias, Antonio Pildain y Zapiain.
Debido a la trayectoria histórica de su titular en la ciudad palmense su templo tiene la consideración de Santuario Mariano en la ciudad de Las Palmas de Gran Canaria junto con la parroquia de san Francisco de Asís por recibir culto allí la imagen de Nuestra Señora de la Soledad de la Portería y la catedral de Canarias por la popular Dolorosa de Luján Pérez.
Actualmente el templo es abierto de forma puntual para acoger espacios de oración y otros cultos consagrados por la comunidad religiosa de las Adoratrices.

## Patrimonio artístico de la ermita
La ermita mariana cuenta con un importante patrimonio artístico:
- Virgen de los Reyes:

La actual imagen de vestir de la Virgen de los Reyes fue estrenada en 1794, Isidoro Romero Ceballos deja noticia en su diario "la estatua de rostro y manos se estrenó este año habiéndose quitado el rostro y manos de la antigua. La imagen se hizo en Madrid". Un arco de medio punto separa el presbiterio del resto de la planta. El altar mayor donde está entronizada la imagen de la Virgen es de cantería azul, a quien circunda un marco de madera tallada y dorada.
- Vera efigie de Nuestra Señora de la Soledad:

La vera efigie es una obra anónima y data del año 1752. A los pies de la imagen puede leerse la siguiente inscripción: «Este altar con esta Imagen dedicó su devota Francisca Rodríguez del Manzano a su costa; pide a los fieles la encomienden a Dios. Año de 1.752»
- San Marcos Evangelista:

En el retablo del lado del evangelio recibe culto la imagen del Evangelista san Marcos, primer titular que tuvo la ermita. La imagen de autor anónimo está realizada en madera de cedro y dorada, data del siglo XVI y fue adquirida por el cabildo catedral de Canarias al terminar la construcción del templo.
- San Agustín de Hipona:

En el retablo del lado de la epístola recibe culto la imagen de san Agustín, obispo de Hipona. La imagen, al igual que la de san Marcos, es de autor anónimo está realizada en madera y dorada, data del siglo XVI, y fue adquirida por el cabildo catedral de Canarias al terminar la construcción del templo.
- Inmaculada Concepción:

En el lado de la epístola, frente al altar de la Virgen de la Soledad, recibe culto otro dedicado a la Inmaculada Concepción en 1756 y de escuela sevillana. A los pies de la imagen reza el siguiente texto: «Este altar lo hizo a su costa Francisca Rodríguez del Manzano. Pide la encomienden a Dios. Se colocó el último día de Diciembre del año de 1.756».
- Lienzos de la Adoración de los pastores y de los reyes

A ambos lados de la hornacina central de la ermita donde se venera a la Virgen de los Reyes se encuentran dos lienzos de escuela sevillana posteriores a 1599.

## Galería fotográfica

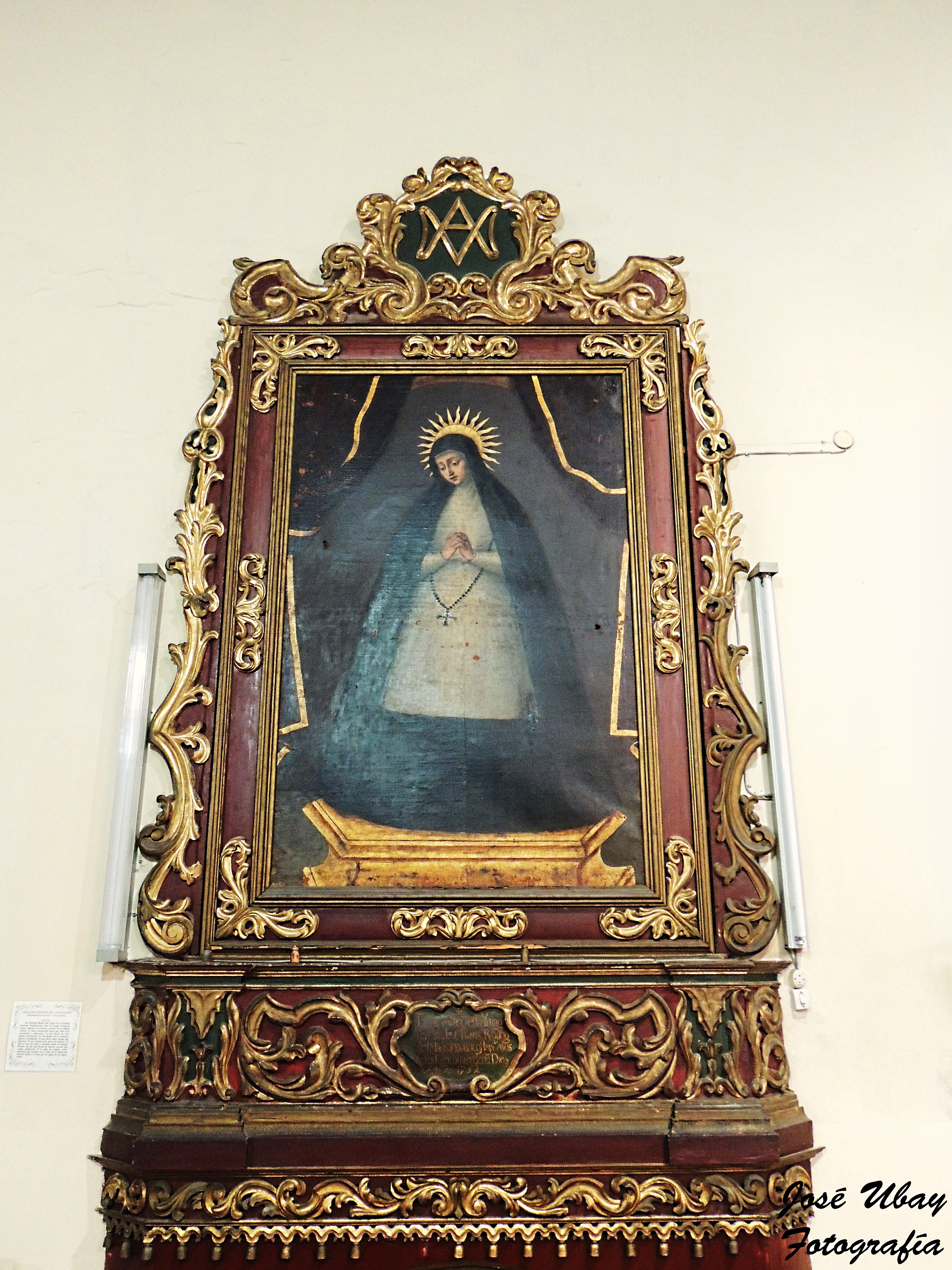
Vera efigie de Nuestra Señora de la Soledad.
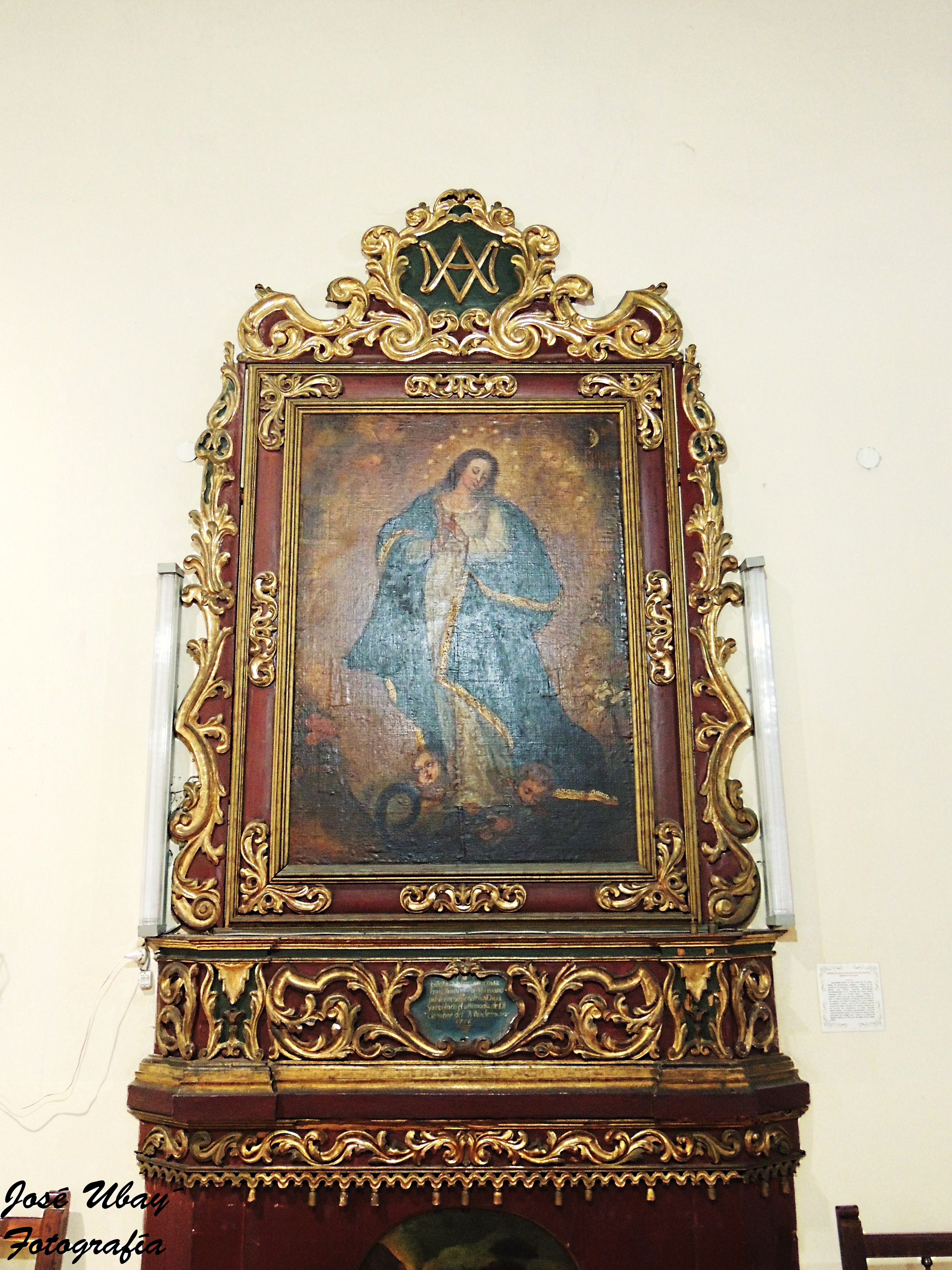
Inmaculada Concepción.
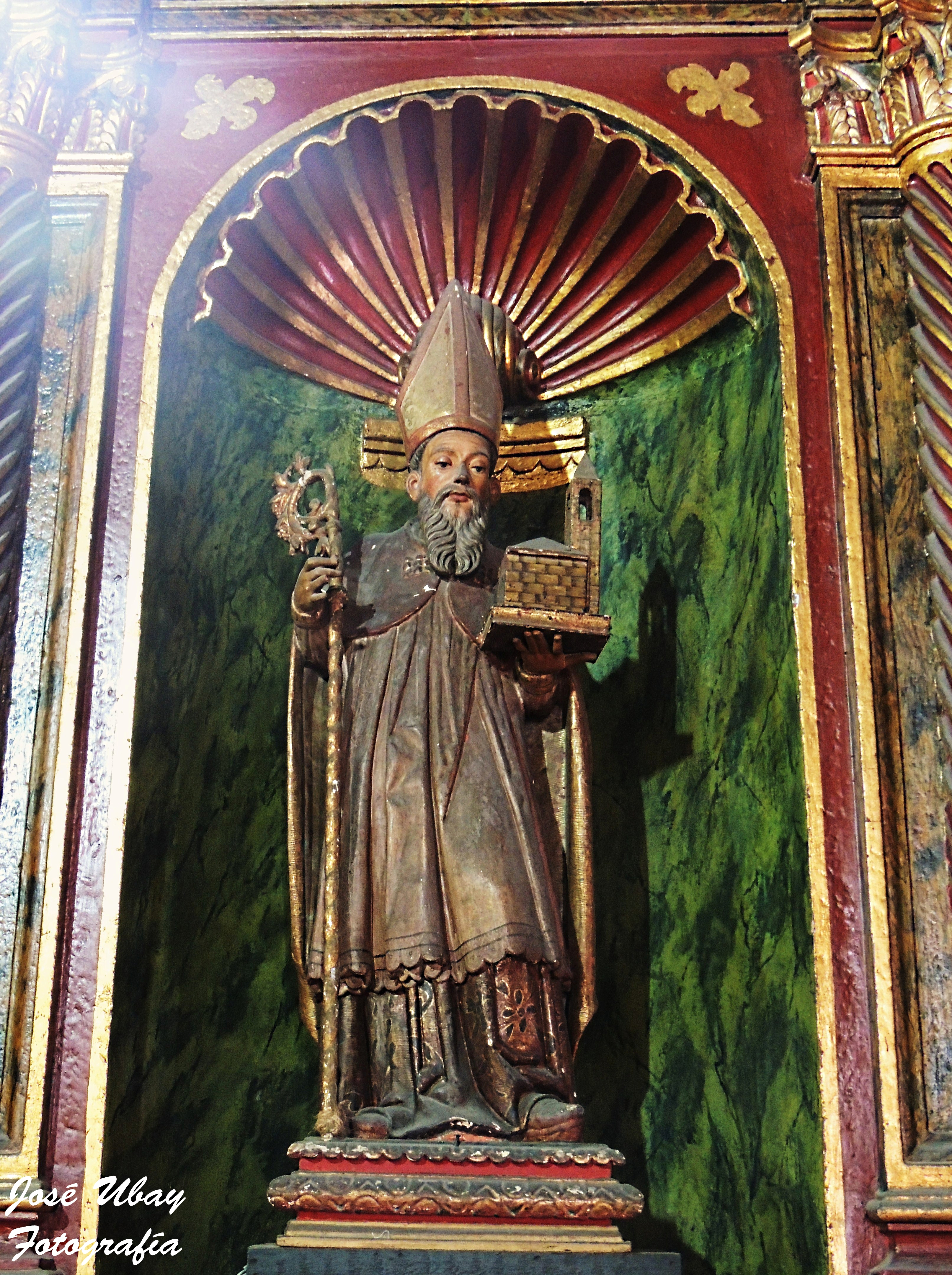
Altar de san Agustín de Hipona.
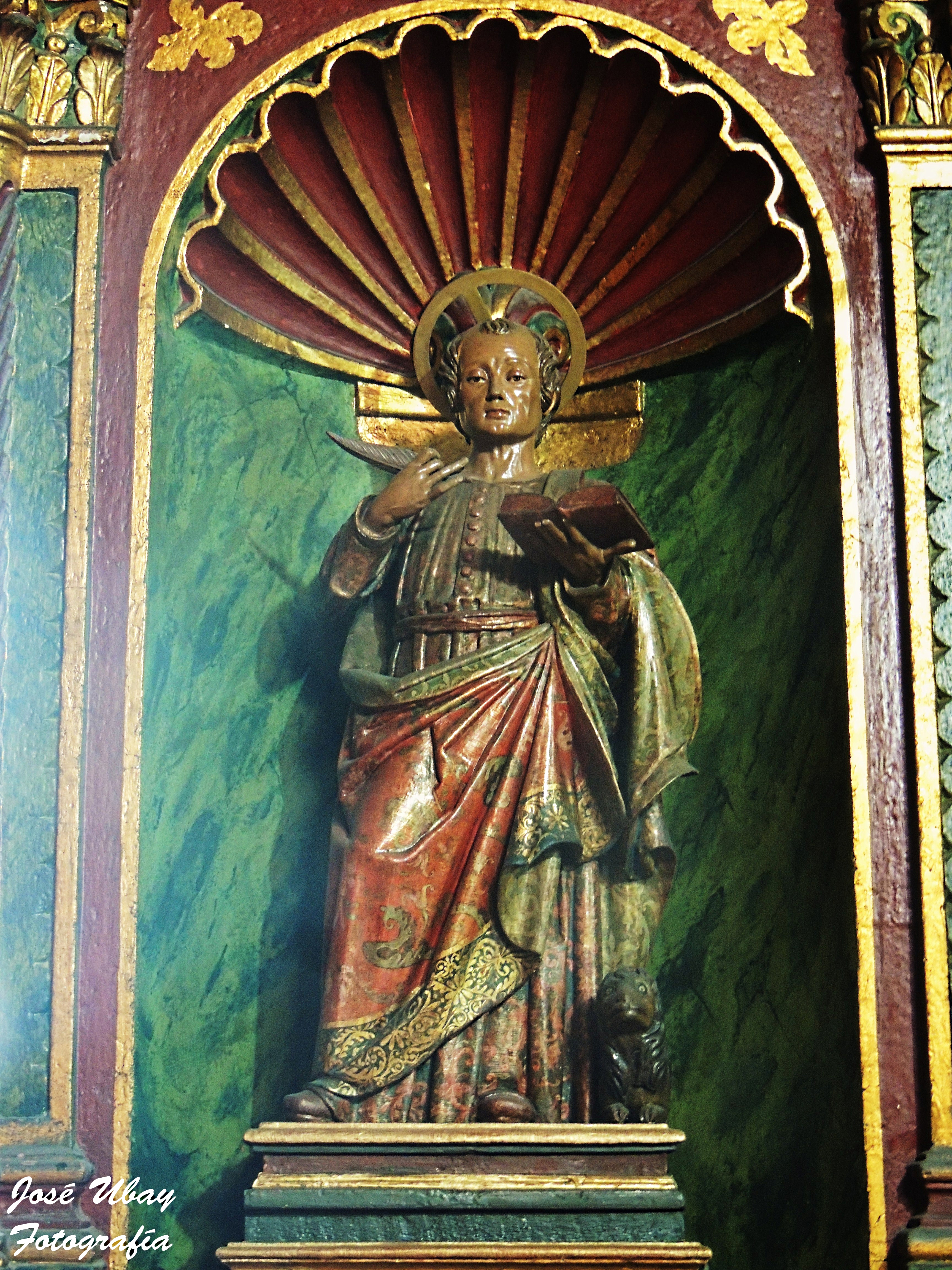
Altar de san Marcos Evangelista.
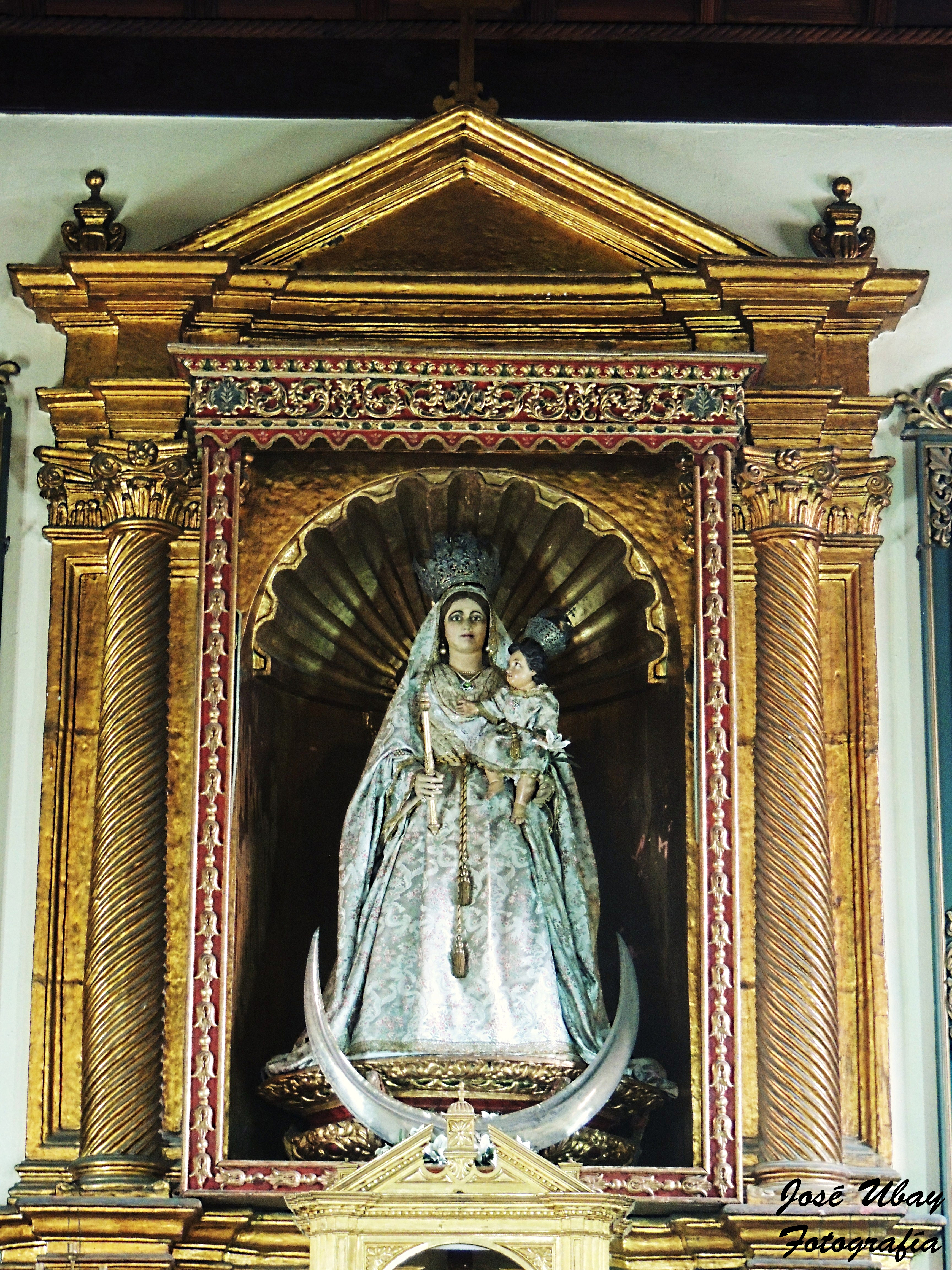
Virgen de los Reyes, titular del templo.
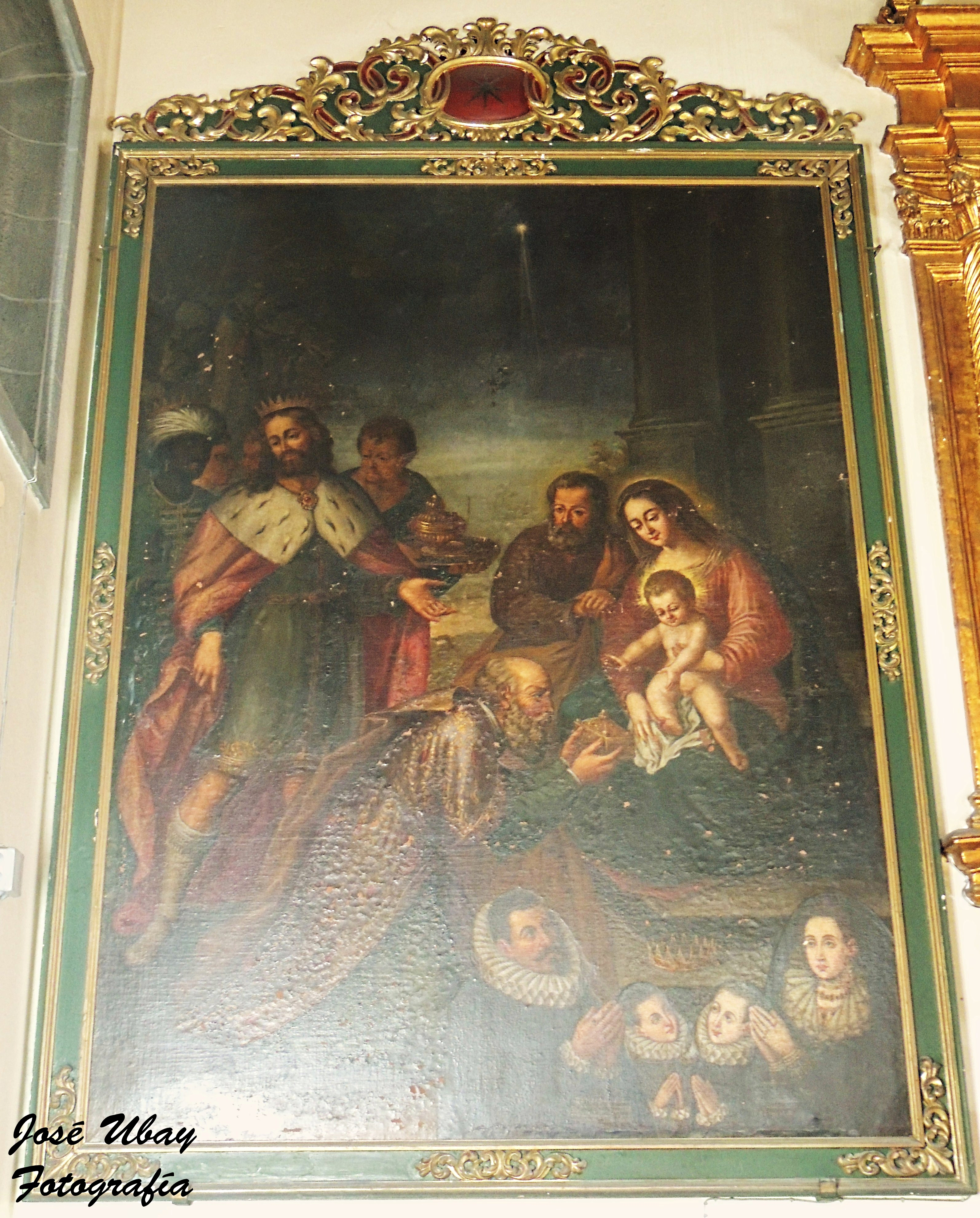
Adoración de los Reyes Magos.
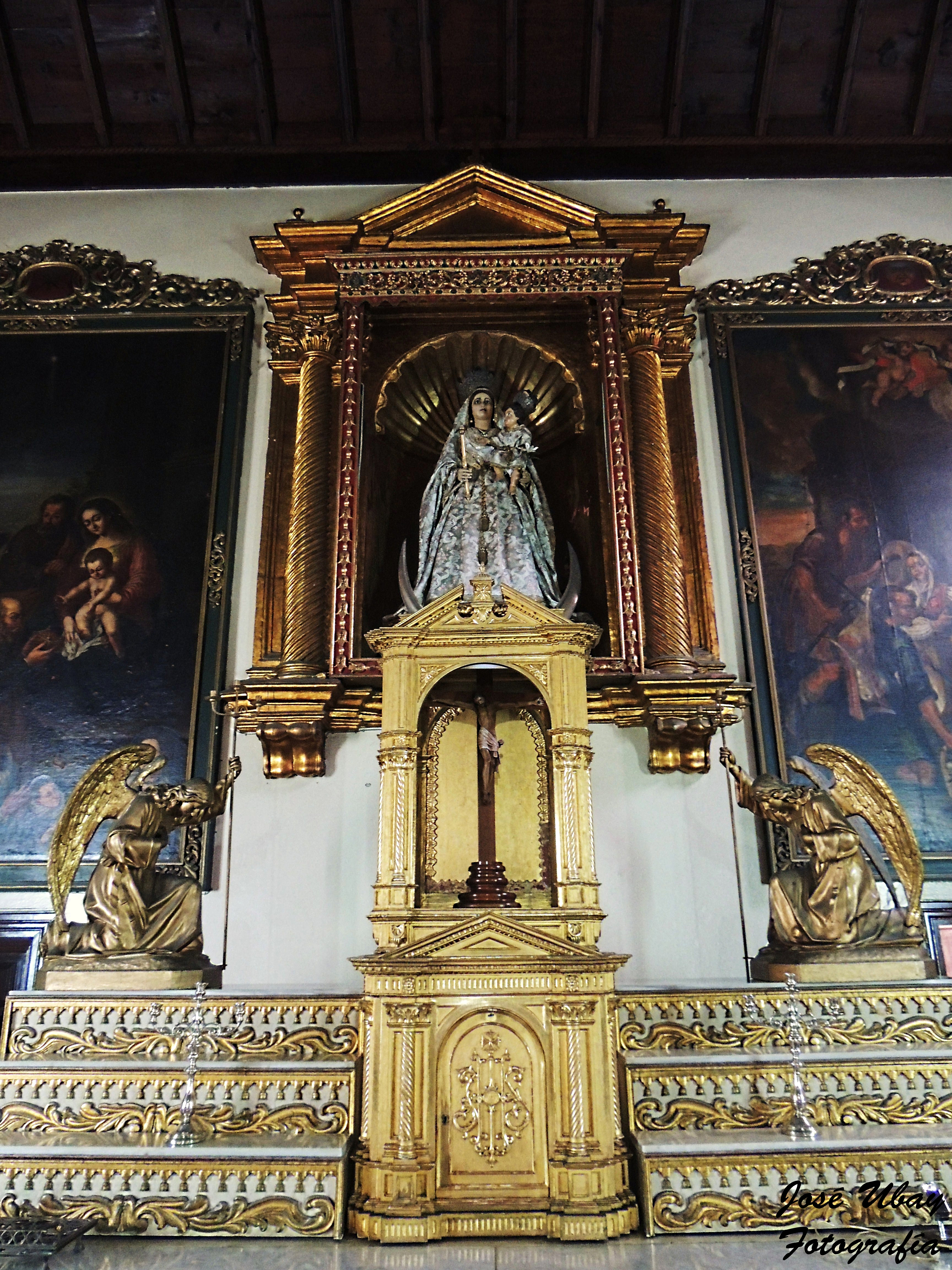
Altar Mayor de la ermita.
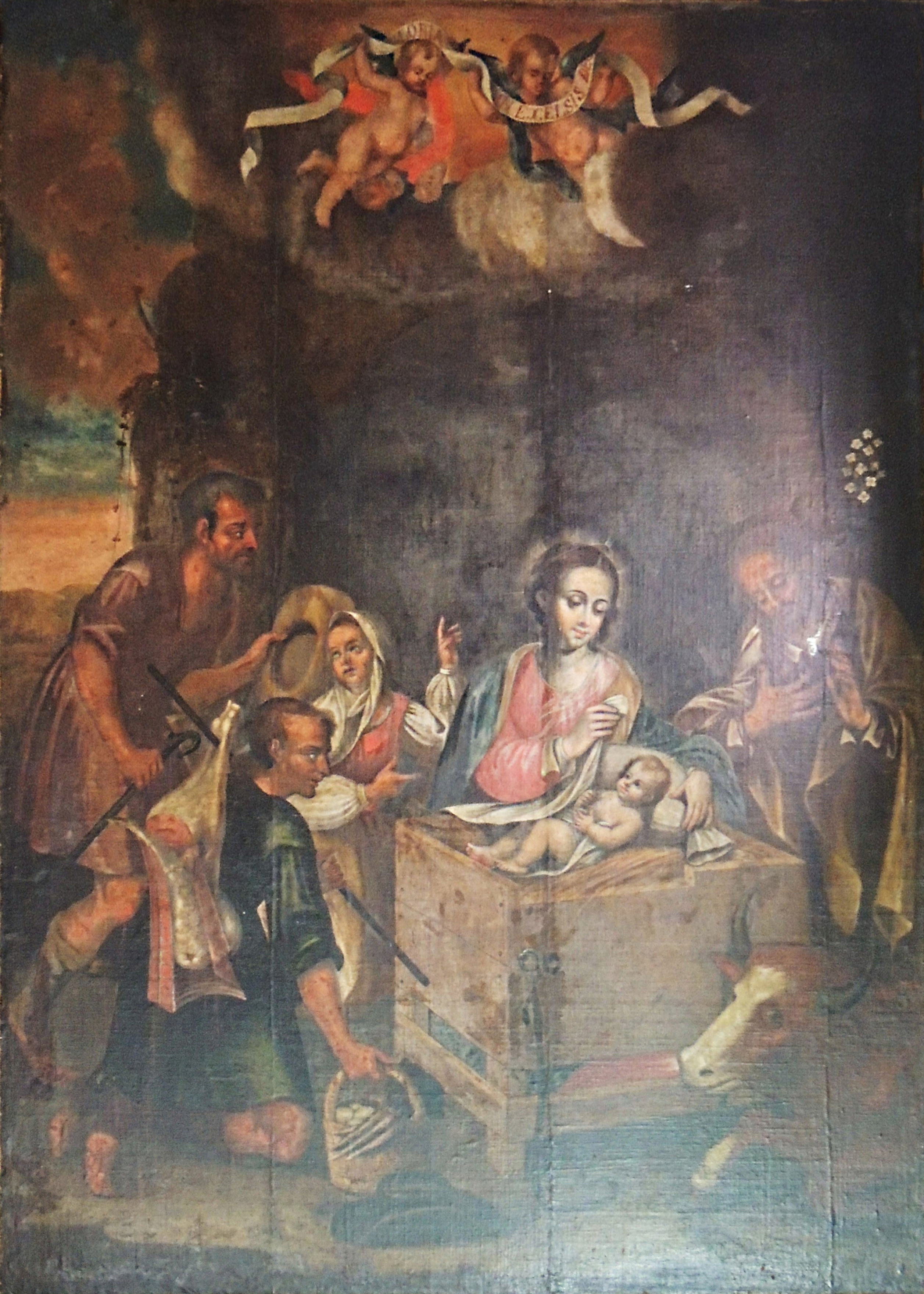
Adoración de los Pastores.